# 近代都市
近代都市（きんだいとし）とは都市の形態を表す言葉である。近代都市とされるような都市というのは近代になってから発達した都市であり、それとともに都市の構造や機能というものも近代的であるということが特徴である。現代の世界では数多くの大都市が存在しているが、それらは近代都市を示すということにはならない。世界に存在している大都市のいくつかは都市を近代化させるということを現在の目標として政策が行われており、ゆえに大都市というのは必ずしも近代都市となるわけではないのである。近代都市とされる都市というのは、道路が舗装されており、上下水道が整っており衛生的であり、街路が整い家並みも揃い公園も整備されているなどといった都市とされる。